# マンハッタン化

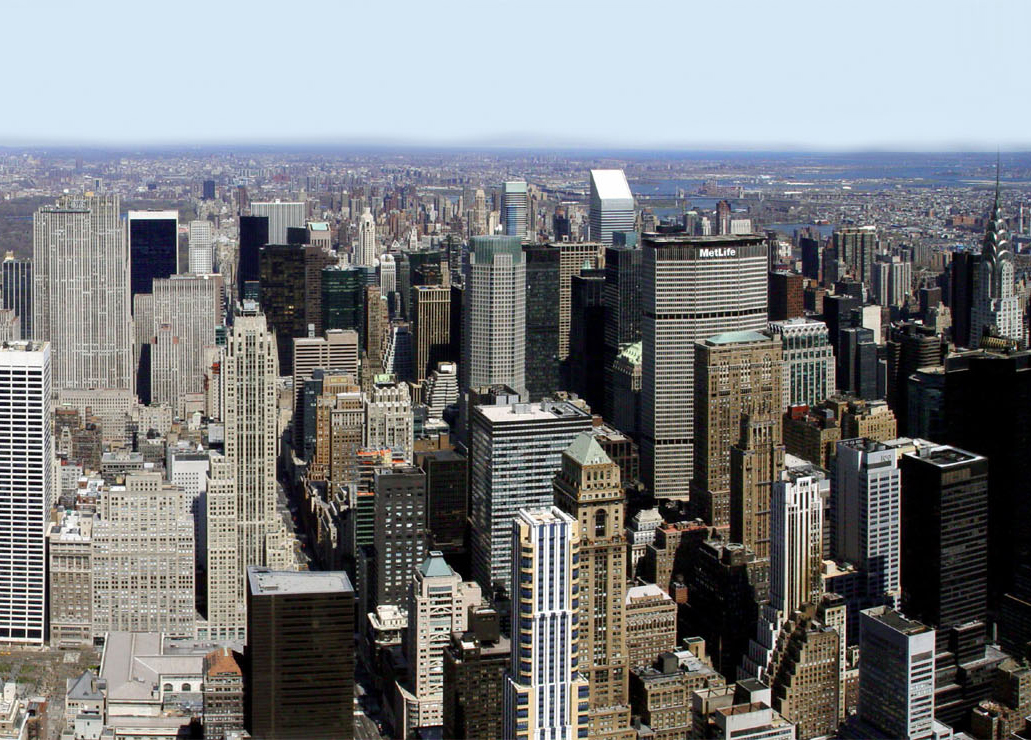
この言葉の語源となったマンハッタン島。

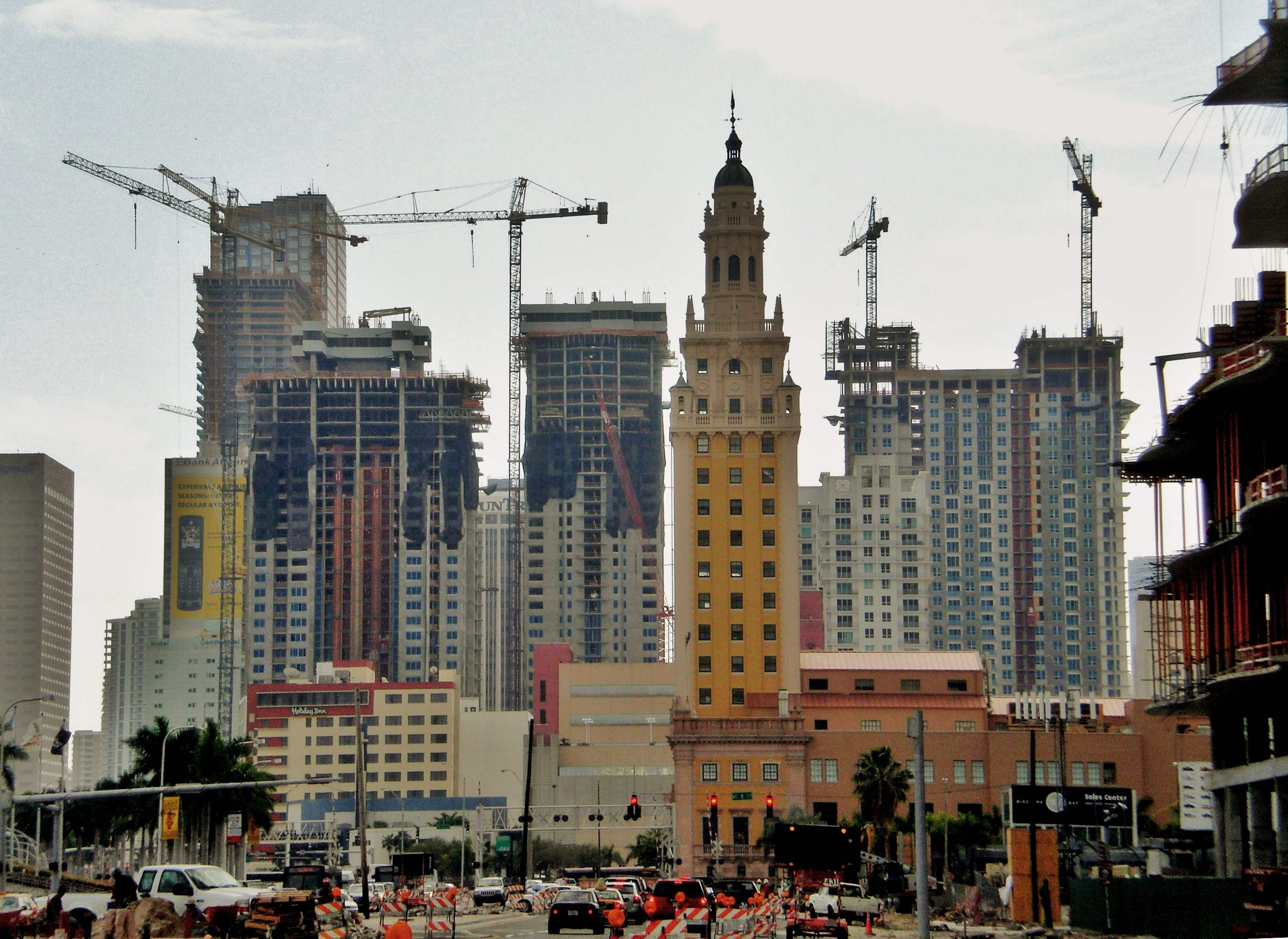
マイアミのダウンタウンとブリッケル地区で2000年代半ばから2007年のサブプライム住宅ローン危機までに起こった高層ビル建築ブームによるマンハッタン化。

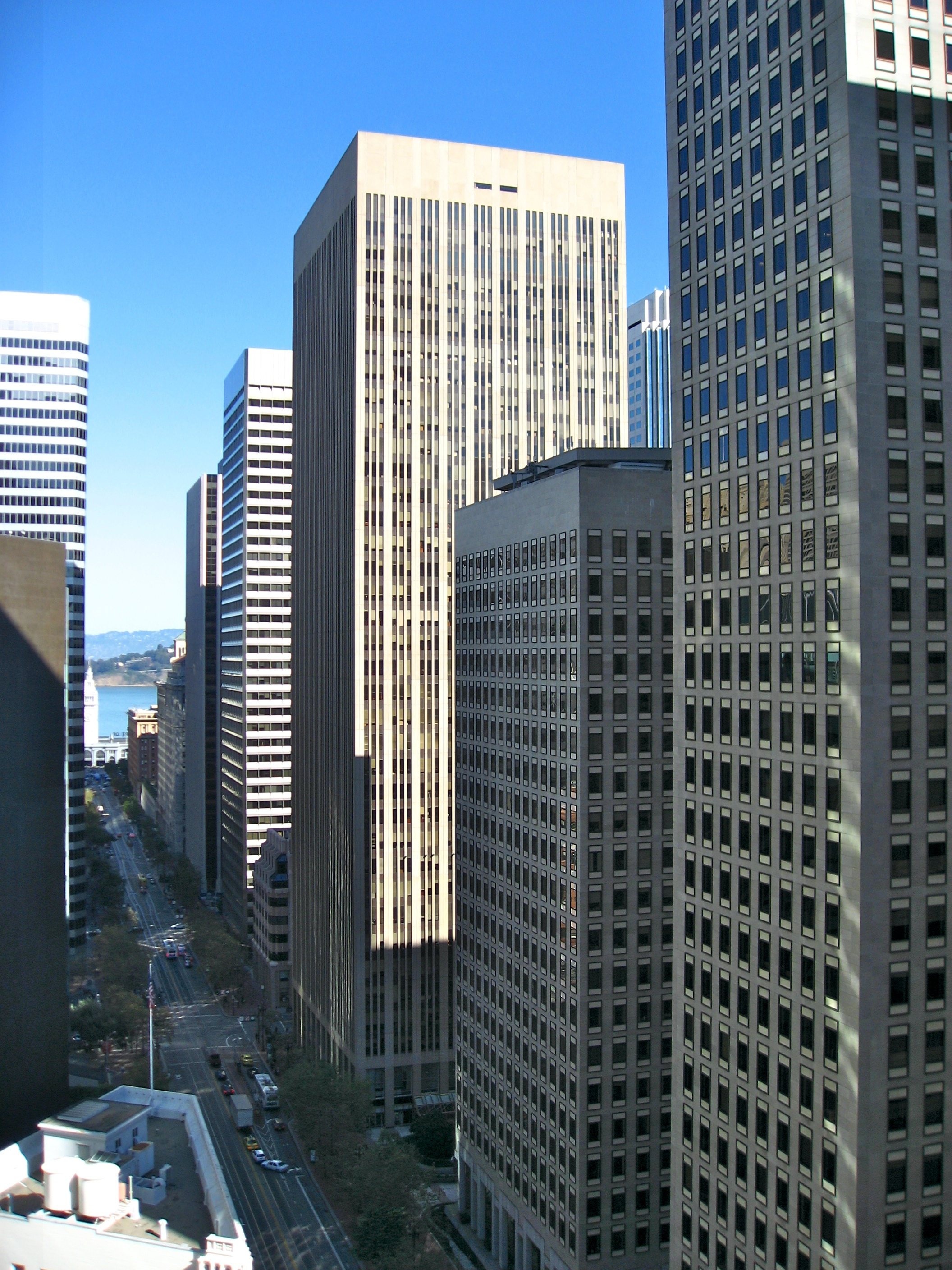
サンフランシスコのマーケット・ストリート沿いに1960年代から1980年代に建てられた高層ビル。

マンハッタン化 (Manhattanization) とは、多くの高層ビルを高密度に林立することで街の様相を変えてしまうことを意味する言葉である。
これは主にアメリカにおいて使われる言葉で、元は1960年代から1970年代のサンフランシスコにおけるビルの高層化が湾岸や丘の景観を遮っていることを批判して軽蔑的に使われた言葉であった。
また。ネバダ州ラスベガスにおいて高層ビルが密集して建てられたことに対するバズワードとしても使われるようになった。
さらに、2003-2008年のマイアミにおいて50以上の高層ビルが建築された不動産ブームを指す言葉としても用いられるようになっている。